# Самаркандская агломерация
Самарка́ндская агломера́ция (узб. Samarqand aglomeratsiyasi) — городская агломерация (надгородское образование), с центром в городе Самарканде.

## Состав агломерации
В состав Самаркандской агломерации включают территорию радиусом 40—45 км от Самарканда:
- Территорию, административно подчиненную городу Самарканду;
- Акдарьинский район;
- Булунгурский район;
- Гузалкентский район;
- Джамбайский район;
- Пайарыкский район;
- Пастдаргомский район;
- Самаркандский район;
- Тайлакский район;
- Ургутский район.

В состав агломерации входят, помимо собственно Самарканда, ещё пять городов — Ургут, Булунгур, Джума, Джамбай и Челек, а также шесть поселков городского типа — Лаиш, Суперфосфатный, Чархин, Дахбед, Хшрав и Фархад.